# Bantice
Bantice là một làng thuộc huyện Znojmo, vùng Jihomoravský, Cộng hòa Séc.